# Mitrailleuse de 12,7 mm Vickers
Ne doit pas être confondu avec Mitrailleuse Vickers.
La mitrailleuse de 12,7 mm Vickers est une arme britannique mise en service dans les années 1930. Conçue comme un agrandissement de la mitrailleuse Vickers de 7,7 mm, elle a notamment équipé la plupart des navires de la Royal Navy durant la Seconde Guerre mondiale, servant de canon antiaérien.